# Prosper-Didier Deshayes
Pour les articles homonymes, voir Deshayes.
Œuvres principales
Le Faux serment ou la Matrone de Gonesse (1785)
Zélia ou le Mari à deux femmes (1791)
Le Congrès des rois (1794)
Prosper-Didier Deshayes (175?-1815) est un compositeur de musique d'opéra, violoniste et danseur français.

## Biographie
Prosper-Didier Deshayes commence sa carrière comme danseur. En 1764, il est nommé maître de ballet à la Comédie-Française. Vers 1774, il obtient le titre d'adjoint à l'Opéra de Paris. Il devient compositeur avec son premier opéra Le Faux serment ou la Matrone de Gonesse, une comédie mêlée d'ariettes en deux actes qui est jouée pour la première fois le 31 décembre 1785 au Théâtre du Palais-Royal à Paris et devient un succès populaire.
Il compose 18 opéras mais seuls deux ont été publiés en partition : Le Faux serment et Zélia ou le Mari à deux femmes, un drame en trois actes représenté pour la première fois à la Salle Louvois le 29 octobre 1791. Il participe également à l'opéra collectif révolutionnaire en trois actes Le Congrès des rois, qui réunissait les musiques de Deshayes et de onze autres compositeurs en 1794.
Il compose également un ballet, une symphonie, un oratorio et de la musique de chambre pour instruments à vent.
Il est mort à Paris,.

## Œuvres

### Opéras
| Année de composition | Titre                                        | Actes   | Première                                            | Livret                                                               | Notes |
| -------------------- | -------------------------------------------- | ------- | --------------------------------------------------- | -------------------------------------------------------------------- | --- |
| 1785                 | Le Faux serment ou la Matrone de Gonesse     | 2 actes | 31 décembre 1785, Paris, Théâtre Beaujolais         | L. H. Dancourt                                                       | |
| 1786                 | La Défaite du serpent python par Apollon     | 1 acte  | 1er juin 1786, Paris, Société des enfants d'Apollon | Antoine Renou                                                        | |
| 1786                 | Le Paysan à prétention                       | 1 acte  | 12 juin 1786, Paris, Théâtre Beaujolais             | Eyrand                                                               | |
| 1786                 | L'Auteur à la mode ou le Mari complaisant    | 2 actes | 23 décembre 1786, Paris, Théâtre Beaujolais         | Durival                                                              | |
| 1787                 | Berthe et Pépin                              | 3 actes | 3 novembre 1787, Paris, Théâtre-Italien             | Régnard de Pleinchesne, d'après Claude-Joseph Dorat, Les Deux Reines | |
| 1788                 | La Chute de Phaëton                          | 1 acte  | 12 juin 1788, Paris, Société des enfants d'Apollon  | Antoine Renou                                                        | |
| 1790                 | Adèle et Didier                              | 1 acte  | 5 novembre 1790, Paris, Théâtre-Italien             | Maximilien-Jean Boutillier                                           | |
| 1791                 | Zélia ou le Mari à deux femmes               | 3 actes | 29 octobre 1791, Paris, Théâtre Louvois             | Paul-Ulric Dubuisson, d'après Goethe, Stella                         | |
| 1792                 | La Suite de Zélia                            | 3 actes | 25 février 1792, Paris, Théâtre Louvois             | Paul-Ulric Dubuisson                                                 | |
| 1792                 | Mélite ou le Pouvoir de la nature            | 3 actes | 19 mars 1792, Paris, Théâtre-Italien                | Desfontaines-Lavallée, d'après Cervantes                             | |
| 1792                 | Le Petit Orphée                              | 4 actes | 13 juin 1792, Paris, Théâtre de la Cité             | J. Rouhier-Deschamps et François-Pierre-Auguste Léger                | parodie de l'opéra de Gluck Orphée et Eurydice                                                                            |
| 1793                 | La Fin du jour                               | 1 acte  | 2 août 1793, Paris, Palais-Variétés                 | J. Rouhier-Deschamps                                                 | |
| 1793                 | Le Mariage patriotique                       | 2 actes | 19 décembre 1793, Paris, Cité-Variétés              | J. Rouhier-Deschamps                                                 | |
| 1794                 | Le Congrès des rois                          | 3 actes | 26 février 1794, Paris, Opéra-Comique               | Ève Demaillot                                                        | en collaboration avec Berton, Blasius, Cherubini, Dalayrac, Devienne, Grétry, Jadin, Kreutzer, Méhul, Solié et Trial fils |
| 1794                 | Arlequin imprimeur ou Pourquoi écoutait-il ? | 1 acte  | 16 juin 1794, Paris, Cité-Variétés                  | Jacques-François Le Pitre                                            | |
| 1795                 | Bella ou la Femme à deux maris               | 3 actes | 15 juin 1795, Paris, Théâtre des Amis de la patrie  | Alexandre Duval                                                      | |
| 1799-1800            | Don Carlos                                   | 2 actes | 11 janvier 1800, Paris, Opéra-Comique               | F. P. A. Léger et A. P. Dutrembaly                                   | |
| 1804                 | Henri de Bavière                             | 3 actes | 22 août 1804, Paris, Théâtre Molière                | F. P. A. Léger et A. P. Dutrembaly                                   | |

### Pour orchestre
- Symphonie no 5 en ré majeur
- 8 Concerts pour basson et orchestre entre 1785 et 1801

### Pour instruments à vent
- 1799 : 8 Duetti, pour hautbois et basson
- Première suite d'harmonie, pour deux hautbois, deux cors et deux bassons
- Pièces d'harmonie à six parties
- Quintet à vent Nr. 2 en ré majeur
  1. Andantino
  2. Scherzo - Trio
  3. Andante
  4. Rondo

### Oratorio
- Les Macchabées

### Ballet
- 1787 : Delie, en un acte

## Sources
- (en) Donald H. Foster, « The Oratorio in Paris in the 18th Century », in Acta musicologica, vol. 47, fasc. 1 (janvier - juin 1975), p. 67-133.
- (en) Stanley Sadie, The New Grove Dictionary of Opera (4 volumes), Londres, Macmillan, 1992  (ISBN 978-1-56159-228-9).
- Nicole Wild et David Charlton (2005) Théâtre de l'Opéra-Comique Paris : répertoire 1762-1972, Sprimont, éditions Mardaga, 2005  (ISBN 978-2-87009-898-1).